# Bassa SC
Bassa SC ist ein im Jahr 1985 gegründeter Fußballverein aus All Saints im Inselstaat Antigua und Barbuda. Der Verein trägt seine Heimspiele im Antigua Recreation Ground aus und spielte in der Saison 2014/15 in der Premier League, der höchsten Spielklasse des nationalen Fußballverbands von Antigua und Barbuda. Der fünfmalige Meister von Antigua und Barbuda beendete die Saison auf dem neunten und vorletzten Platz und musste daher in die zweitklassige Division 1 absteigen. Bis heute gelang die Rückkehr in die höchste Spielklasse nicht, aktuell spielte man 2017/18 sogar nur noch drittklassig in der Division 2 und belegte dort Rang 8.

## Erfolge
- Premier League[5]

Meister: 2003/04, 2004/05, 2006/07, 2007/08, 2009/10